# سلاحف النينجا (مسلسل 2003)
مسلسل سلاحف النينجا ، (بالإنجليزية: Teenage Mutant Ninja Turtles)‏ هو مسلسل كرتوني أمريكي، وعمل مابين 8 فبراير 2003 حتى 21 ديسمبر عام 2009م، من إنتاج نكلودين، بالإضافة إلى عرض قناة إم بي سي 3 .

## وصلات خارجية
- أبطال النينجا على موقع IMDb (الإنجليزية)
- أبطال النينجا على موقع كينوبويسك (الروسية)
- أبطال النينجا على موقع ألو سيني (الفرنسية)
- أبطال النينجا على موقع قاعدة بيانات الفيلم (الإنجليزية)